# Torre de Moncorvo
Torre de Moncorvo – miejscowość w Portugalii, leżąca w dystrykcie Bragança, w regionie Północ w podregionie Douro. Miejscowość jest siedzibą gminy o tej samej nazwie.

## Demografia
| Liczba ludności gminy Torre de Moncorvo (1801–2011) | Liczba ludności gminy Torre de Moncorvo (1801–2011) | Liczba ludności gminy Torre de Moncorvo (1801–2011) | Liczba ludności gminy Torre de Moncorvo (1801–2011) | Liczba ludności gminy Torre de Moncorvo (1801–2011) | Liczba ludności gminy Torre de Moncorvo (1801–2011) | Liczba ludności gminy Torre de Moncorvo (1801–2011) | Liczba ludności gminy Torre de Moncorvo (1801–2011) | Liczba ludności gminy Torre de Moncorvo (1801–2011) | Liczba ludności gminy Torre de Moncorvo (1801–2011) |
| --------------------------------------------------- | --------------------------------------------------- | --------------------------------------------------- | --------------------------------------------------- | --------------------------------------------------- | --------------------------------------------------- | --------------------------------------------------- | --------------------------------------------------- | --------------------------------------------------- | --------------------------------------------------- |
| 1801                                                | 1849                                                | 1900                                                | 1930                                                | 1960                                                | 1981                                                | 1991                                                | 2001                                                | 2004                                                | 2011                                                |
| 6 575                                               | 8 496                                               | 15 701                                              | 16 155                                              | 18 741                                              | 13 674                                              | 10 969                                              | 9 919                                               | 9 408                                               | 8 572                                               |

## Sołectwa
Sołectwa gminy Torre de Moncorvo:
- Açoreira - 524 osoby
- Adeganha - 343 osoby
- Cabeça Boa - 428 osób
- Cardanha - 231 osób
- Carviçais - 757 osób
- Castedo - 236 osób
- Felgar - 954 osoby
- Felgueiras - 291 osób
- Horta da Vilariça - 310 osób
- Larinho - 365 osób
- Lousã - 358 osób
- Maçores - 169 osób
- Mós - 246 osób
- Peredo dos Castelhanos - 111 osób
- Souto da Velha - 93 osoby
- Torre de Moncorvo - 2891 osób
- Urrós - 265 osób